# Иржи Мелантрих из Авентина
Иржи Мелантрих из Авентина (имя при рождении Иржи Черны Рождяловицкий; ок. 1511, Рождяловице — 19 ноября 1580, Прага) — чешский книгопечатник и издатель эпохи Возрождения.
Его точная дата рождения неизвестна, как нет сведений и о его детстве и юности. Первое упоминание о нём датируется 1534 годом, когда он получил степень бакалавра на факультете искусств Пражского университета.
Из его печатни постепенно возникло издательство и типографская компания общеевропейского значения. Его главной редакторской работой стала Библия, издававшаяся четыре или пять раз (так называемая Мелантрихова Библия, часто также называется «Мелантришка»). В его издательстве также трижды издавался Новый Завет и широкий спектр других религиозных и нравоучительной литературы (например, работы Эразма Роттердамского), при этом его предприятие работало как для католических, так и для лютеранских и каликстинских клиентов. Он также издавал произведения гуманистической литературы и сборники латинской поэзии. Из его связей за пределами Чехии самым значительным было сотрудничество с известным итальянским врачом и ботаником Пьетро Андреа Маттиоли, особенно относительно издания чешской и немецкой версии его гербария. Он, кроме того, издавал не только различные справочники и словари, акты совета или иную юридическую литературу, но и недорогие книжки развлекательного характера для народного чтения.
Иржи Мелантрих был также членом городского совета от Старе-Место. В 1557 году ему были пожалованы дворянский титул и герб. На протяжении всей своей жизни выступал в качестве каликстинского учителя-гуманиста, находившегося под влиянием лютеранства и терпимого к католицизму.
После 1576 года он начал работать с Даниэлем Адамом из Велеславина (своим зятем), который после смерти Мелантриха стал хозяином его дела и продолжил его развитие.